# Frida Giannini
Frida Giannini (* 1972 in Rom) ist eine italienische Modedesignerin und war als Creative Director des italienischen Modehauses Gucci bis 2014 aktiv.

## Leben
Giannini studierte Modedesign in Roms Fashion Academy. Im Jahr 1997 arbeitete sie für Fendi, um Prêt-à-porter zu entwerfen. Nach drei Saisons wurde sie zum Designer der Lederwaren befördert. Im Jahr 2002 wechselte sie zu Gucci als Design Director von Handtaschen.
Im Jahr 2004, als Tom Ford das Unternehmen verlassen hat, wurde Giannini zur Leiterin für Damen-Accessoires ernannt. Giannini versuchte fortan den Gucci-Stil von Tom Ford zu ändern, indem sie sich auf das Erbe von Guccio Gucci konzentrierte. Auf den Schal von Grace Kelly basierend hat sie die „Flora“-Kollektion mit bunten Handtaschen entworfen. Flora wurde daraufhin Gianninis erster kommerzieller Erfolg. Der Stil der Kollektion wurde auf weitere Accessoires ausgeweitet, wie zum Beispiel Ballettschuhe.
2006 wurde Giannini zum Creative Director für das gesamte Label Gucci befördert. Gianninis Entwürfe beruhen immer noch auf dem Erbe von Guccio Gucci. So hat zum Beispiel die Winter-Herren-Linie 2010 für Einflüsse aus der Geschichte des Pferdesports von Gucci Beachtung erhalten. Giannini sagt allerdings: “I don’t think it is a nostalgic collection, but heritage is good for me – going back to the archives, but looking forward to the future.”
Im Jahr 2011 schuf Giannini in Zusammenarbeit mit Lapo Elkann eine Sonderedition eines legendären italienischen Autos, den Fiat 500 von Gucci.
Sie sammelt Schallplatten mit einer Kollektion aus mittlerweile 8000 Stück.

## Cinematografie
Über Frida Giannini produzierte James Franco einen Dokumentarfilm, der unter dem Titel The Director am 21. April 2013 auf dem  Tribeca Film Festival in New York City erstmals gezeigt wurde.